# 班納鎮區 (伊利諾伊州富爾頓縣)
班納鎮區（英語：Banner Township）是位於美國伊利諾伊州富爾頓縣的一個行政鎮區。

## 地方資料
根據2010年美國人口普查的數據，班納鎮區的面積為88.00平方千米，當中陸地面積為74.00平方千米，而水域面積為14.00平方千米。當地共有人口361人，而人口密度為每平方千米4.1人。